# 小侍従局
小侍従局（こじじゅう の つぼね、? - 永禄8年5月24日（1565年6月22日））は、戦国時代の女性。室町幕府の13代将軍・足利義輝の側室。父は進士晴舎。小侍従殿（こじじゅうどの）とも表記される。

## 生涯
室町幕府の有力な奉公衆・進士晴舎の娘として生まれた。
室町幕府の13代将軍・足利義輝の側室となり、その寵愛を受ける。『言継卿記』（山科言継の日記）によると、義輝の次女（永禄7年（1564年）2月24日生）と三女（永禄8年（1565年）4月17日生）は小侍従局が生母であるとしている。また、義輝の嫡子・輝若丸の生母も小侍従局ではないかと考えられているが、詳細は不明。
永禄8年（1565年）5月19日、 義輝は永禄の変で三好義継や三好三人衆らによって殺害されたが、三好側が二条御所を襲撃する際に突き付けた要求のひとつには、義輝の寵愛を受けていた小侍従局の命を絶つことが挙げられていた。御所が襲撃された際、彼女は混乱に紛れて御所を脱出し、近衛家の一族・久我家に匿われた。
5月24日、小侍従局は久我（京都市伏見区）の竹村に隠れていたころを、義輝側の財物を押収しにやってきた松山重治に見つかり、知恩院で殺害された。

## 人物
- ルイス・フロイスの『日本史』では、小侍従局を「公方様の夫人は、実は正妻ではなかった。だが彼女は懐胎していたし、すでに公方様は彼女から二人の娘をもうけていた。また彼女は上品であったのみならず、彼から大いに愛されてもいた。したがって世間の人々は、公方様が他のいかなる婦人を妻とすることもなく、むしろ数日中には彼女にライーニャ（＝王妃）の称を与えることは疑いなきことと思っていた。なぜならば、彼女はすでに呼び名以外のことでは公方様の正妻と同じように人々から奉仕され敬われていたからである」「コジジュウドノ（小侍従殿）と称されたこのプリンセザは～」と記している[8]。
- フロイスは永禄の変の当時、小侍従局が懐妊していたとし、彼女が御所から脱出した際には、「（三好方は）さっそく数多くの布告を掲げ、発見した者には多額の報酬を取らせると約束し、彼女を隠匿した者には大いなる刑罰を科すると脅した」「彼女は身ごもっており、男児を出産すれば、いつしかその（子供）は成長して自分たち（三好方）の大敵に成り得るので、（三好方は）『是が非でも彼女を殺さなければならぬ』と言っていた」と『日本史』に記している[9]。ただし、小侍従局が変の当時に懐妊していたとするフロイスの説明は、変が起きた1か月前の4月17日に彼女が義輝の三女となる女子を出産していることから、正確な記述ではない[10]。
- 小侍従局が義輝から寵愛を受けていたことは、『足利季世記』での「公方ノ御寵愛アリシ小侍従ト申女性ヲバ害シ奉ル」という記述からも窺える[11]。